# Zorzines anisopleura
Zorzines anisopleura là một loài bướm đêm trong họ Noctuidae.